# Arzon (rivier)
De Arzon is een rivier in Frankrijk die stroomt door de departementen Puy-de-Dôme en Haute-Loire in Auvergne. De rivier mondt bij Vorey uit in de Loire.
De rivier is 43,8 km lang, heeft een gemiddeld debiet van 1,14 m³/s en een stroomgebied van 156 km².
- Gemeinsame Normdatei: 1034442422
- Nationale Bibliotheek van Israël: 987007537706105171
- Virtual International Authority File: 149084461